# Красовский (лунный кратер)
Кратер Красовский (лат. Krasovskiy) — крупный ударный кратер в экваториальной части обратной стороны Луны. Название присвоено в честь советского астронома-геодезиста Феодосия Николаевича Красовского (1878—1948) и утверждено Международным астрономическим союзом в 1970 г. Образование кратера относится к позднеимбрийскому периоду. 

## Описание кратера

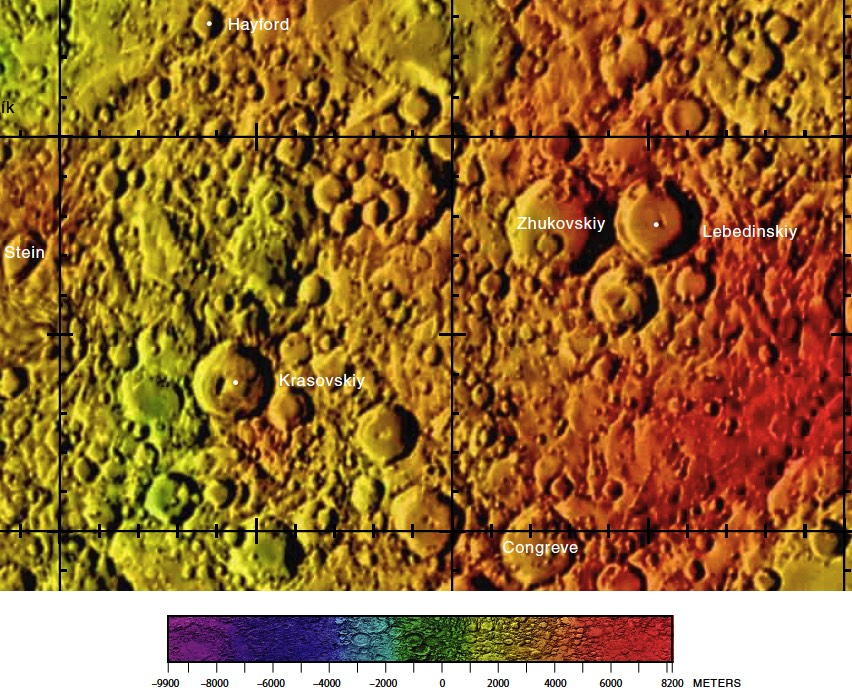
Окрестности кратера Красовский. Фрагмент карты обратной стороны Луны.

Ближайшими соседями кратера Красовский являются кратер Стейн на северо-западе; кратер Жуковский на востоке-севере-востоке; кратер Конгрев на юго-востоке; кратер Икар на юге-юго-востоке и кратер Липский на юго-западе. Селенографические координаты центра кратера 3°47′ с. ш. 175°38′ з. д. / 3,79° с. ш. 175,63° з. д., диаметр 61,7 км, глубина 2,7 км.
Кратер Красовский имеет полигональную форму. Вал c четко очерченной острой кромкой, несколько сглажен в северной и южной части. К юго-восточной части вала прилегает сателлитный кратер Красовский J (см. ниже). Высота вала над окружающей местностью достигает 1200 м, объем кратера составляет приблизительно 2900 км³.  Дно чаши пересеченное за исключением ровного западного участка, имеется центральный пик несколько смещенный к западу от центра.
С западной стороны от кратера проходит светлый луч от кратера Джексон.

## Сателлитные кратеры
| Красовский | Координаты                                            | Диаметр, км |
| ---------- | ----------------------------------------------------- | ----------- |
| C          | 6°08′ с. ш. 173°37′ з. д. / 6,13° с. ш. 173,62° з. д. | 22,4        |
| F          | 3°45′ с. ш. 172°41′ з. д. / 3,75° с. ш. 172,68° з. д. | 13,9        |
| H          | 2°37′ с. ш. 171°35′ з. д. / 2,62° с. ш. 171,59° з. д. | 46,0        |
| J          | 3°08′ с. ш. 174°20′ з. д. / 3,13° с. ш. 174,33° з. д. | 35,9        |
| L          | 0°31′ ю. ш. 175°02′ з. д. / 0,52° ю. ш. 175,03° з. д. | 56,9        |
| N          | 0°59′ с. ш. 176°11′ з. д. / 0,99° с. ш. 176,18° з. д. | 22,4        |
| P          | 0°53′ с. ш. 177°20′ з. д. / 0,88° с. ш. 177,34° з. д. | 41          |
| T          | 3°38′ ю. ш. 177°05′ з. д. / 3,64° ю. ш. 177,09° з. д. | 96,5        |
| Z          | 5°50′ ю. ш. 175°44′ з. д. / 5,84° ю. ш. 175,73° з. д. | 14,5        |

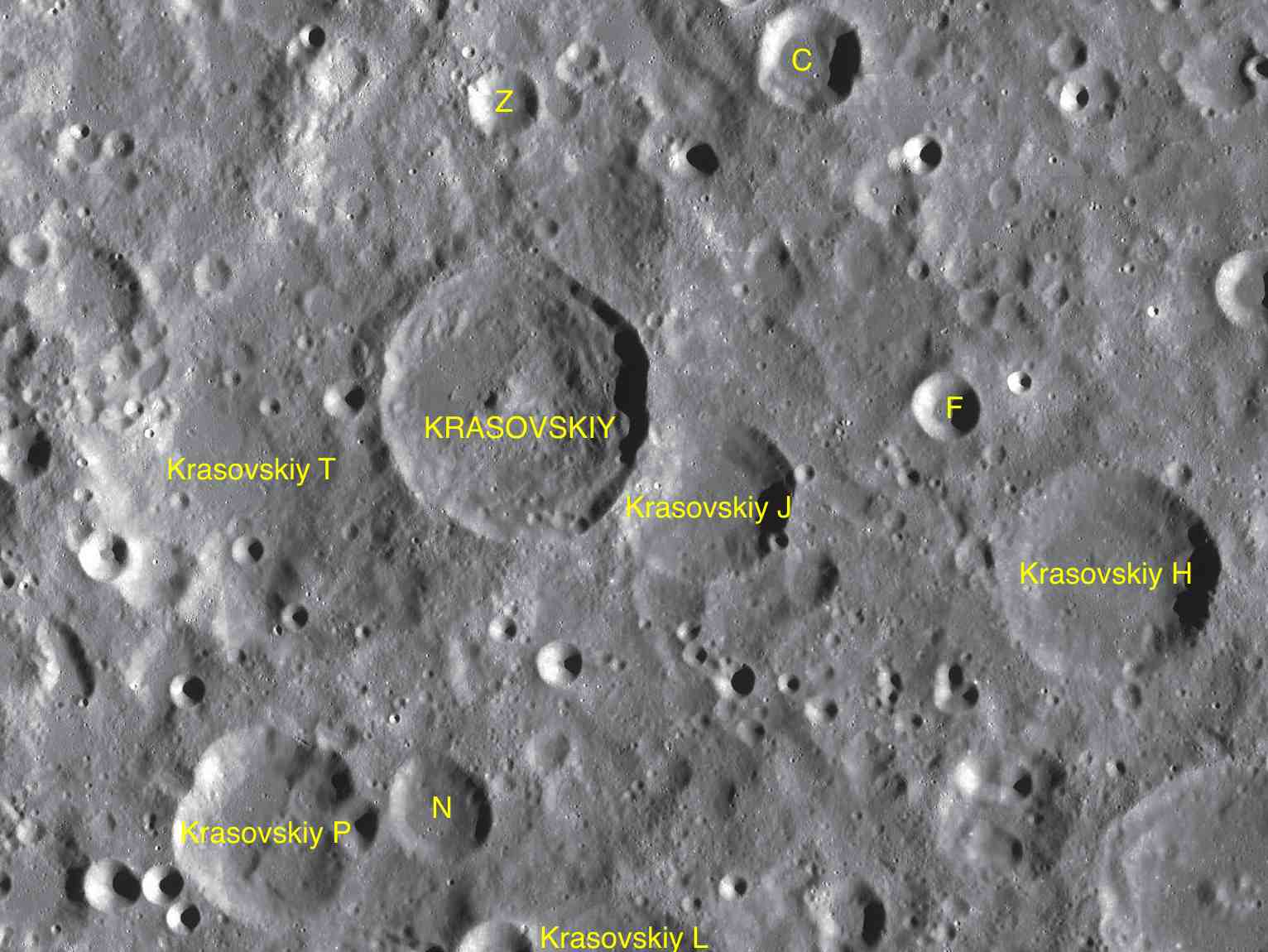
Фрагмент карты LAC-68.

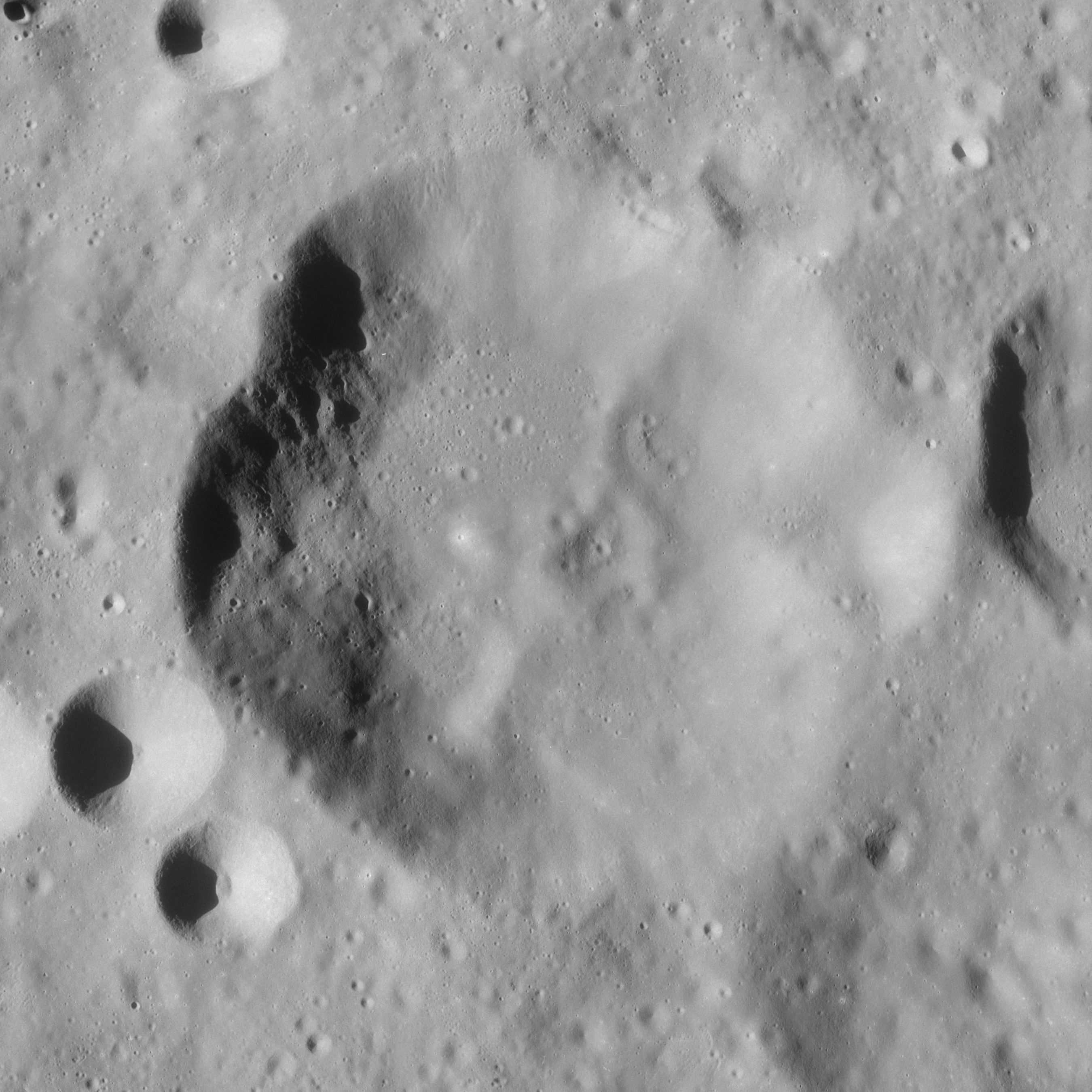
Сателлитный кратер Красовский P. Снимок с борта Аполлона-11.

- Образование сателлитных кратеров Красовский H, J и P относится к нектарскому периоду[1].

## См.также
- Список кратеров на Луне
- Лунный кратер
- Морфологический каталог кратеров Луны
- Планетная номенклатура
- Селенография
- Минералогия Луны
- Геология Луны
- Поздняя тяжёлая бомбардировка